# Log Cabin Republicans

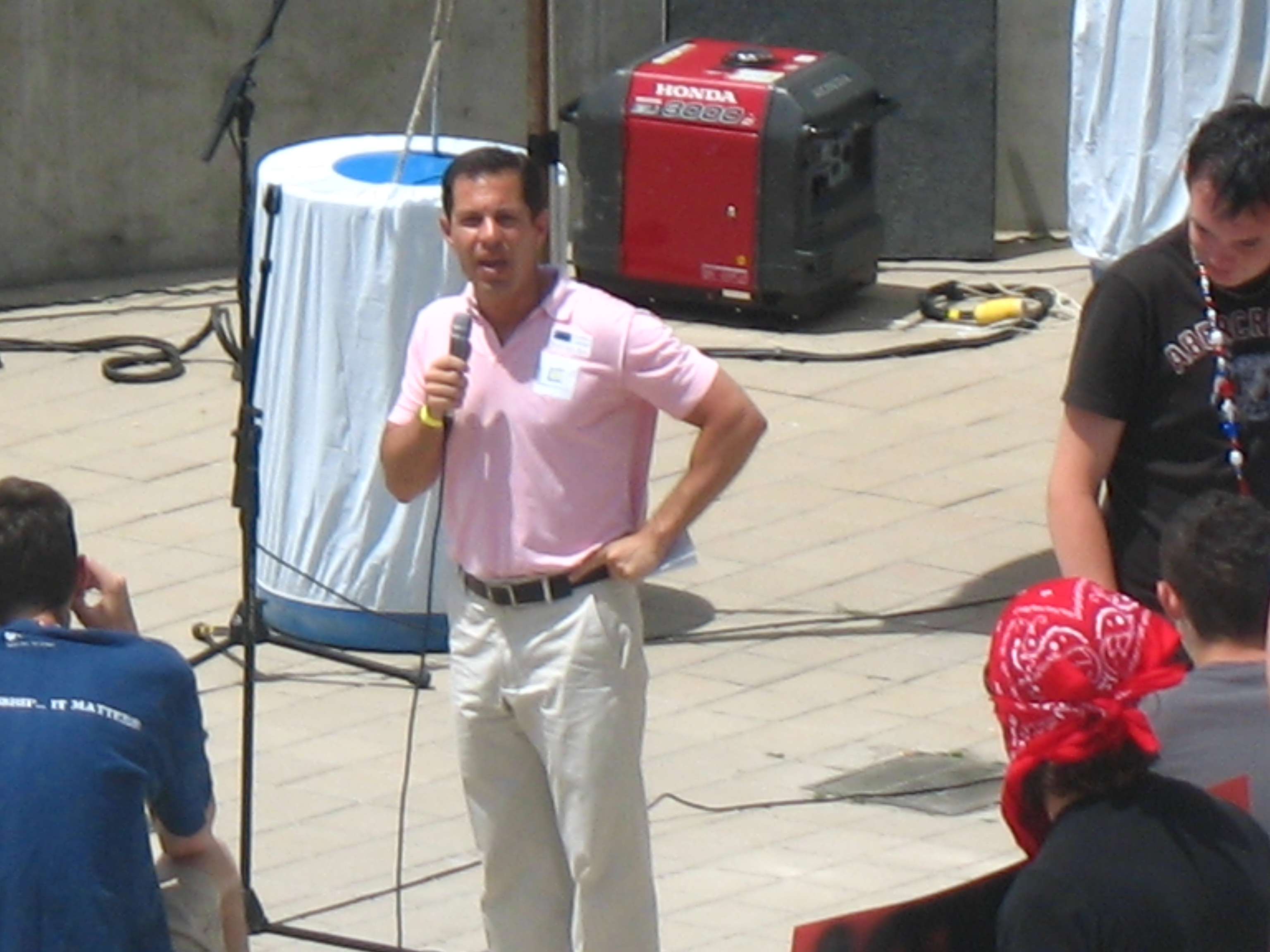
Der vormalige Präsident Patrick Guerriero am Utah Pride 2006

Die Log Cabin Republicans (LCR) sind eine politisch der US-amerikanischen Republikanischen Partei nahestehende, landesweite Organisation der LGBT-Bewegung in den Vereinigten Staaten. Die Organisation engagiert sich innerhalb der Republikanischen Partei seit langem für die Bürgerrechte von Schwulen und Lesben, ihre Positionen orientieren sich im Wesentlichen an den Prinzipien des LGBT-Konservatismus.
Am 18. Dezember 2006 wurde Patrick Sammon zum neuen Präsidenten der LCR gewählt; er folgte damit Patrick Guerriero nach, der sein Amt niederlegte, um den Gill Action Fund zu leiten. Heute hat der Politikwissenschaftler und PR-Experte Charles T. Moran das Amt der Präsidentschaft inne.

## Geschichte
Der Name der Organisation ist eine Reverenz an den ersten republikanischen Präsidenten Abraham Lincoln, der in einer Log Cabin, einem Blockhaus in Naturstammbauweise, geboren wurde.
Ab den 1970ern entwickelten sich in den Vereinigten Staaten mehrere LGBT-Gruppen und Organisationen, die den Republikanern politisch nahestanden. Die 1977 gegründete Organisation der LCR war eine Antwort auf die Briggs Initiative in Kalifornien, die erste Volksbefragung, durch die die Bürgerrechte von Lesben und Schwulen eingeschränkt werden sollten. Konkret ging es um den Versuch des Abgeordneten John Briggs, homosexuellen Lehrern ein Berufsverbot an den öffentlichen Schulen zu erteilen, da er der Ansicht war, dass Kinder vor homosexuellen Lehrern zu schützen seien. Das Referendum wurde mit über einer Million Stimmen abgelehnt. Gegner des Referendums war auch der Republikaner, Ex-Gouverneur und spätere Präsident Ronald Reagan.
Während der Präsidentschaftszeit von Ronald Reagan wurde es ruhiger um die LCR; Fortschritte für LGBT-Rechte gelangen in den 1980er Jahren nicht. Dafür überlagerte die Aidskrise seit 1982 die Debatte um LGBT-Rechte.
Erst in den 1990ern erhielten die LCR landesweite erhöhte Aufmerksamkeit, als 1992 ihre Jahresversammlung in The Woodlands, Texas (einem entfernten Vorort von Houston) stattfand. Vorrangig ging es dort um die Frage, ob die LCR erneut die Wiederwahl von George Bush unterstützen sollten. Die Versammlung entschied sich dagegen.
Als der republikanische Kandidat Bob Dole sich 1995 um das Präsidentenamt bewarb, spendeten die LCR 1.000 Dollar zur Unterstützung seiner Wahlkampagne; die Dole-Kampagne weigerte sich jedoch, diese Spende anzunehmen. Die Kolumnistin Deb Price von den Detroit News erkundigte sich diesbezüglich und erhielt vom Wahlkampfteam eine schriftliche Erklärung, wonach Bob Dole mit der Agenda von LCR zu 100 Prozent nicht übereinstimme. Nachdem die LCR zunächst 2000 die Wahl des republikanischen Präsidenten George W. Bush unterstützten, verweigerten sie 2004 eine weitere Unterstützung. Als Hauptgrund hierfür nannten sie die Befürwortung des Federal Marriage Amendment durch den Präsidenten.
Die LCR erklärten dazu:

„Die radikalen Rechten haben im Vorfeld der Wahlen 2004 die Republikanische Führung in einen Kulturkrieg mit hineingezogen. Da die Umfragen für sie ungünstig aussehen, begegnen die radikalen Rechten dem mit noch verzweifelterer Rhetorik. Sie instrumentalisieren die Ängste vor lesbischen und schwulen Zivilehen in ihren Bemühungen, eine öffentliche Gegenreaktion zu inszenieren. Solche Angsttaktiken haben jedoch in der Vergangenheit versagt und sie werden auch wieder versagen. Und zwar deshalb, weil die meisten Amerikaner die Bedeutung der Freiheit verstehen. Sie ist nicht für wenige Auserwählte reserviert, sondern wir haben alle das Recht auf Freiheit („freedom“) und persönliche Freiheit („liberty“).“

Während die LCR die Wiederwahl von George W. Bush nicht unterstützten, taten sie das für Arnold Schwarzenegger in Kalifornien durchaus, da dieser verschiedene Einzelgesetze zur Verbesserung der Rechte von LGBT-Menschen in Kalifornien unterzeichnete. 2006 spendeten die LCR 10.000 US-Dollar in den Wahlkampffonds Californians for Schwarzenegger.

## Struktur
Die Organisation der LCR besteht aus 47 Ortsverbänden und 39 Organisationskomitees; damit ist sie in allen 50 Bundesstaaten vertreten. Jährlich wird eine Hauptversammlung an verschiedenen Orten in den Vereinigten Staaten abgehalten.
Bekannte Mitglieder sind Marc Cherry, Jim Kolbe, Michael Huffington und Mike Gin, Bürgermeister von Redondo Beach in Kalifornien.

## Programm
Die Log Cabin Republicans betonen ihre Treue zur Republikanischen Partei. Auf ihrer Website erklären sie: „Wir sind loyale Republikaner“ und „Wir glauben an niedrige Steuern, einen schlanken Staat, eine starke Verteidigung, freie Märkte, persönliche Verantwortung und individuelle Freiheit. Log Cabin vertritt einen wichtigen Teil der amerikanischen Familie – steuerzahlende, hart arbeitende Menschen, die stolz an die Größe dieser Nation glauben.“ In der Abtreibungsfrage nehmen die Log Cabin Republicans keine Position ein.
Die LCR weichen jedoch von konservativen republikanischen Ansichten über Lesben- und Schwulenrechte ab. „Wir glauben auch, dass alle Amerikaner das Recht auf Freiheit („liberty“), Freiheit („freedom“) und Gleichheit haben“, sagt ihre Webseite weiter aus. „Log Cabin steht gegen diejenigen, die Hass und Intoleranz predigen. Wir stehen für die Idee gerade, dass alle Amerikaner es verdient haben, gleichbehandelt zu werden – unabhängig von ihrer sexuellen Orientierung.“

## Kritik
Viele gesellschaftlich konservative Republikaner lehnen es ab, die LCR als Teil der Republikaner anzuerkennen. Und viele republikanische Amtsinhaber verweigern Treffen mit LCR-Mitgliedern oder lehnen es ab, auf Initiativen der LCR zu antworten. So erklärte beispielsweise der republikanische Senator Sam Brownback aus Kansas, dass die Aktivitäten der LCR die Partei der Republikaner schädige. Gleichwohl finden die LCR Ansprechpartner und Unterstützer bei gemäßigten republikanischen Politikern, wie beispielsweise Christine Todd Whitman, oder republikanischen Gruppen wie It’s My Party Too, Ann Stone’s Republicans for Choice, The Republican Majority for Choice, The Wish List, Republicans for Environmental Protection und Republican Main Street Partnership.